# 清島傳生
清島 傳生（きよしま ただお、1938年11月15日 - 2004年10月3日）は、日本の警察官僚。元東北管区警察局長。山形県、熊本県、静岡県の警察本部長などを歴任した。長崎県長崎市出身。

## 経歴・人物
1938年長崎県生まれ。1963年に中央大学法学部を卒業後、警察庁に入庁。
刑事局保安部保安課経済調査官を務めていた1982年頃から豊田商事による悪徳商法が社会問題化していたことを受けて、警察庁で対策会議を開くなど捜査に取り組んだ。詐欺容疑の可能性が早くから指摘されていたが確証は得られなかったといい、豊田商事への強制捜査は1985年まで実施されなかった。豊田商事事件被害者らによる国を相手取った訴訟では、行政による対応の遅れが被害拡大を招いたとして関係機関の担当者とともに批判を受けた。また、同職在任中には消費者金融の摘発基準の作成に尽力した。
その後、山形県警察本部長、中国管区警察局総務部長などを経て、1988年7月熊本県警察本部長に就任。1989年7月実施の第15回参議院議員通常選挙に際し、公職選挙法違反に関して各陣営への警告が増えていたことを受けて、取締の強化を指示した。また警察庁長官官房刑事局担当審議官時代には、暴力団抗争に市民が巻き込まれる事件が起こっていたことを受け、暴力団の取締強化に取り組んだ。1992年から東北管区警察局長を務め、1993年3月に退官。同年10月に環境衛生金融公庫監事となった。
2004年10月3日、すい臓がんのため死去。

## 略歴
- 1963年 - 中央大学法学部卒業
- 1963年 - 警察庁警部補
- 1966年 - 北海道警察北見方面本部刑事課長
- 1967年 - 長野県警察捜査第2課長
- 1969年 - 福井県警察鉱務部警務課長
- 1970年 - 福井県警察警務部長兼警務課長
- 1973年2月 - 防衛庁防衛局捜査課部員
- 1974年8月 - 防衛庁防衛局警務課長
- 1975年8月 - 兵庫県警察本部捜査第2課長
- 1976年8月 - 兵庫県警察本部警務課長
- 1977年 - 総理府交通安全対策室参事官補
- 1979年2月 - 広島県警察本部警務部長
- 1982年8月 - 警察庁刑事局保安部保安課経済調査官
- 1984年8月 - 同庁刑事局保安部公害課長
- 1985年2月 - 同庁刑事局保安部保安課長
- 1985年10月 - 山形県警察本部長
- 1987年7月 - 中国管区警察局総務部長
- 1988年7月 - 熊本県警察本部長
- 1990年4月 - 警察庁長官官房審議官（刑事局担当）
- 1991年1月 - 静岡県警察本部長
- 1992年4月 - 東北管区警察局長
- 1993年3月 - 同退職

## 論文
- 「商品取引をめぐる犯罪の動向」『警察学論集』35（12）、警察大学校編、1982年。